# رحيم أباد (فراغة)
رحيم أباد (بالفارسية: رحیم‌آباد) هي قرية تقع في إيران في قسم فراغة الريفي. يقدر عدد سكانها بـ 205 نسمة .